# Muzeum Parafialne w Szufnarowej
Muzeum Parafialne (Izba Pamięci) w Szufnarowej – muzeum z siedzibą we wsi Szufnarowa (powiat strzyżowski). Placówka działa przy tutejszej parafii Matki Bożej Ostrobramskiej
Placówka powstała w 1996 roku z inicjatywy ówczesnego proboszcza, ks. Bronisława Domino, przy pomocy jego brata, ks. Antoniego Domino oraz mieszkańców wsi. Jego siedziba jest budynek, znajdujący się obok kościoła parafialnego. W latach 2009–2012 placówka przeszła modernizację przy wsparciu funduszy unijnych. Ponowne otwarcie muzeum miało miejsce w sierpniu 2013 roku.

Ekspozycja muzealna składa się z następujących wystaw:
- „Wystrój izby wiejskiej chaty”, w ramach której zgromadzono dawne meble oraz przedmioty codziennego użytku,
- klasa szkolna z lat 50. i 60. XX wieku, w ramach której prezentowane jest wyposażenie sali szkolnej oraz przybory uczniowskie,
- sala rzemiosła, poświęcona m.in. szewstwu, tkactwu, kowalstwu, stolarstwu i pszczelarstwu,
- ekspozycja sakralna, prezentująca przedmioty kultu religijnego (m.in. obrazy, rzeźby, feretrony, lichtarze, ornaty).

W przylegającej do budynku muzeum szopie zgromadzono m.in. sanie, bryczkę, wóz strażacki oraz urządzenia rolniecze (sieczkarnie, młockarnie, kieraty, miech kowalski, ule).
Muzeum jest obiektem całorocznym, czynnym po uprzednim uzgodnieniu z proboszczem parafii lub opiekunem zbiorów.
Twórca muzeum, ks. Bronisław Domino, był za swą działalność muzealniczą wielokrotnie nagradzany, m.in. tytuł: „Mecenasa sztuki ludowej” Województwa Podkarpackiego (1996), złotą odznaką „Za opiekę nad zabytkami” (1997) oraz - wraz z bratem Antonim - Nagrodą Honorową Zarządu Powiatu w Strzyżowie.